# بابيس سيسيه
بابيس سيسي (بالفرنسية: Papiss Cissé)‏ (مواليد 3 يونيو 1985 في داكار - السنغال) لاعب كرة قدم سنغالي يلعب حاليا لصالح نادي نيوكاسل يونايتد الإنجليزي منذ عام 2012 في مركز المهاجم.

## سيرة اللاعب
فرايبورغ
وقع سيسي للفريق الألماني فرايبورغ يوم 28 ديسمبر عام 2009 من نادي ميتز مقابل 1,62 مليون يورو. أصبح سيسي في البداية هدفا لفرايبورغ في صيف عام 2009 بعد أن سجل هدفا، وساعد في تسجيل الهدف الثاني في مباراة ودية 2-1 لنادي ميتز ضد فرايبورغ.
خلال الدوري الألماني موسم 2010-11، الذي كان أول موسم كامل له مع فرايبورغ، أصبح سيسيه الهداف الثاني في الدوري وراء ماريو غوميز من بايرن ميونيخ الذي سجل 28 حيث سجل 22 هدفا خلال هذا الموسم.
سجل سييسه رقما قياسيا من حيث عدد الأهداف المسجلة في الموسم من لاعب واحد في فرايبورغ، وكذلك سجل رقما قياسيا لأكبر عدد من الأهداف سجلها أفريقي في موسم دوري الدرجة الأولى الألماني.
في نفس الموسم، فاز سيسي بجائزة EFFIFU لكونه المهاجم الأكثر فعالية في الدوري.
 نيوكاسل يونايتد
في 21 يناير 2012، وقع سيسي لنادي نيوكاسل يونايتد على عقد لمدة خمسة أعوام ونصف العام مقابل رسوم تقدر ب 9 ملايين جنيه استرليني، ويرتبط مع زميله في المنتخب المهاجم السنغالي دمبا با.
حصل بعد ذلك على القميص رقم 9. يوم 5 فبراير، أدى سيسي أول مباراة له مع نيوكاسل في الفوز 2-1 في الدوري ضد استون فيلا في سانت جيمس بارك. وسجل هدف الفوز في الدقيقة 71.
يوم 25 مارس، سجل هدفين في الشوط الأول 3-1 في الدوري ضد وست بروميتش البيون.
ثم انه نجح في تسجيل الأهدف 12 و 13 في الدوري الممتاز بعد الفوز 2-0 ضد تشيلسي على ملعب ستامفورد بريدج يوم 2 مايو 2012، وسجل الهدف الثاني من كرة لولبية لعب من خلالها الكرة من خارج قدمه من بعد سبعة وثلاثين ياردة. وصف سيسي الهدف باعتباره أفضل هدف في حياته المهنية، واختير في وقت لاحق من بي بي سي كهدف الموسم.